# Zurab Sturua
Zurab Sturua (nascut el 28 de novembre de 1964), és un jugador d'escacs georgià, que té el títol de Gran Mestre des de 1991.
A la llista d'Elo de la FIDE del desembre de 2021, hi tenia un Elo de 2529 punts, cosa que en feia el jugador número 10 (en actiu) de Geòrgia. El seu màxim Elo va ser de 2600 punts, a la llista d'abril de 2001 (posició 100 al rànquing mundial).

## Resultats destacats en competició
Sturua ha guanyat el Campionat d'escacs de Geòrgia en cinc ocasions, els anys 1975, 1977, 1981, 1984 i 1985
Va guanyar el Masters Open del Torneig de Biel els anys 1991 i 1996. El 1997, empatà als llocs 1r–5è amb Jaan Ehlvest, Christopher Lutz, Gyula Sax i Aleksandr Dèltxev al fort obert de Pula. El 1998 empatà als llocs 7è–11è amb Guiorgui Bagatúrov, Ioannis Nikolaidis, Angelos Vouldis i Aixot Nadanian al Torneig Zonal de Panormo, Creta, classificatori pel Campionat del món de la FIDE de 1999.
El 2005 empatà als llocs 1r–2n amb Mikheil Kekelidze a Dubai. El 2009, va guanyar l'obert dels Emirats Àrabs Units amb 7.5/9. L'agost de 2010 fou 2n al Masters d'Abu Dhabi (Emirats Àrabs Units).
El 2014 es proclamà campió del món sènior en la categoria de més de 50 anys, després d'empatar al primer lloc amb l'anglès Keith Arkell i superar-lo per millor desempat. El maig de 2015 tornà a tenir un gran èxit en coronar-se campió d'Europa sènior en la categoria de més de 50 anys, a Erètria. El 2016 fou tercer al Campionat del món sènior (+50 anys) a Marianske Lazne (el campió fou Giorgi Bagaturov), i repetí triomf al Campionat d'Europa de més de 50 anys, a Erevan.

### Participació en competicions per equips
Sturua ha participat, representant Geòrgia, a les Olimpíades d'escacs de 1992, 1994, 1996, 1998, 2002 i 2004.